# Ashleigh Murray
Ashleigh Murray (Kansas City, Misuri, 18 de enero de 1988) es una actriz y cantante estadounidense conocida por interpretar a Josie McCoy en la serie Riverdale.

## Carrera
Como actriz comenzó apareciendo en un episodio de la serie de FOX The Following y también en dos episodios de la serie Younger, además, anteriormente había participado en dos cortometrajes. En 2017 participó en la película original de Netflix Deidra & Laney Rob a Train. Murray está representada por Jago Ciro Entertainment, Innovative Artists Talent y Literary Agency. La actriz ha protagonizado la obra Child of the Movement.
La fama le llegó gracias al papel de Josie McCoy, personaje de los cómics de Archie, en la serie de televisión de The CW, Riverdale.

## Filmografía
| Año  | Título                     | Rol                 | Notas                                   |
| ---- | -------------------------- | ------------------- | --------------------------------------- |
| 2007 | Finding Harmony            | Harmony             | Cortometraje                            |
| 2012 | Welcome to New York        | Simone              | Cortometraje                            |
| 2014 | Grind                      | Chica ejercitándose | Cameo                                   |
| 2017 | Deidra & Laney Rob a Train | Deidra              | Telefilme                               |
| 2020 | Valley Girl                | Loryn               | Remake de Valley Girl, película de 1983 |

| Año                 | Título        | Rol                     | Notas                                                                         |
| ------------------- | ------------- | ----------------------- | ----------------------------------------------------------------------------- |
| 2014                | The Following | Estudiante              | Episodio: «Resurrection»                                                      |
| 2016                | Younger       | Chica                   | 2 episodios                                                                   |
| 2017-2019,2021,2023 | Riverdale     | Josephine «Josie» McCoy | Principal, 38 episodios (temporada 1-4) Invitada, 2 episodios (temporada 5,7) |
| 2018                | Alex, Inc.    | Melissa                 | Episodio: «The Unfair Advantage»                                              |
| 2020                | Katy Keene    | Josephine «Josie» McCoy | Principal, 13 episodios                                                       |
| 2022                | Tom Switf     | Zenzi Fullerton         | Principal                                                                     |